# XXVII koncert fortepianowy (KV 595)
XXVII Koncert fortepianowy B-dur 

27 Koncert na fortepian z towarzyszeniem orkiestry, jaki stworzył Wolfgang Amadeus Mozart. Jest to jednocześnie ostatnie dzieło tego gatunku kompozytora. Mozart skomponował koncert w latach 1788-1791 w Wiedniu.

## Części utworu
1. Allegro (około 13 minut)
2. Larghetto (około 7 minut)
3. Allegro (około 9 minut)